# هیپرپاراتیروئیدی ثانویه
هیپرپاراتیروئیدی ثانویه (انگلیسی: Secondary hyperparathyroidism) که در متون پزشکی گاهی به نام اختصاری «SHPT» از آن یاد می‌شود، نوعی پرکاری پاراتیروئید است که منجر به افزایش تولید هورمون پاراتیروئید (PTH) توسط غدد پاراتیروئید در پاسخ به کاهش سطح کلسیم خون می‌گردد و این موضوع در نهایت، به هیپرپلازی این غدد می‌انجامد. هیپرپاراتیروئیدی ثانویه بیشتر در مبتلایان به نارسایی مزمن کلیه دیده می‌شود.

## علائم و نشانه‌ها
دردهای مفصلی و استخوانی شایع است و گاهی تغییر شکل در اندام نیز رخ می‌دهد.

## علل
نارسایی مزمن کلیه شایع‌ترین دلیل بروز هیپرپاراتیروئیدی ثانویه است. کلیه‌های بیمار دیگر نمی‌توانند ویتامین دی را به فرم فعال خود مبدل کنند و دفع فسفات نیز با مشکل مواجه می‌شود. وقتی چنین اتفاقی می‌افتد، ترکیب شیمیایی کلسیم فسفات در بدن ایجاد می‌شود که نامحلول استو میزان کلسیم موجود در گردش خون کاهش می‌یابد. در نتیجه هیپوکلسمی رخ داده که خود به هیپرپاراتیروئیدی ثانویه منتهی می‌شود.
یکی دیگر از دلایل هیپرپاراتیروئیدی ثانویه، سوءجذب است (در اثرِ التهاب مزمن لوزالمعده، بیماری‌های رودهٔ کوچک، سوءجذب‌های ناشی از جراحی چاقی) که طی آن ویتامین دی محلول در چربی، باcجذب نمی‌شود. در نتیجه کلسیم خون افت می‌کند و غدهٔ پاراتیروئید تلاش می‌کند با ترشح هورمون پاراتیروئید، سطح کلسیم را بالا ببرد. برخی دلایل دیگر این بیماری، ناکافی بودن کلسیم خوراکی، کمبود ویتامین دی و اسهال چرب است.

## تشخیص
سطح هورمون پاراتیروئید خون در این بیماری بالاست.

## درمان
اگر عامل زمینه‌ای ایجادکنندهٔ بیماری مرتفع گردد، هیپرپاراتیروئیدی ثانویه هم برطرف می‌شود. در کسانی که نارسایی کلیه دارند، درمان‌ها شامل محدود کردنِ فسفر رژیم غذایی و تجویز مکمل‌های حاوی شکلِ فعالِ ویتامین دی همچون کلسیتریول، دوکسرکالسیفرول و پاریکلسیتول و همچنین تجویز داروهای متصل‌شونده به فسفات است.
اگر هیپرپاراتیروئیدی ثانویه به سبب نارسایی مزمن کلیه باشد، تجویز داروهای مقلد کلسیم، تأثیری بر احتمال مرگ زودرس ندارد و تنها موجب کاهش نیاز به جراحی و برداشتن غدد پاراتیروئید می‌شود. این داروها ممکن است به دلیل هیپوکلسمی و ایجاد استفراغ مشکلات را تشدید کنند.
هیپرپاراتیروئیدی ثانویه در بسیاری از بیماران دچار نارسایی کلیه، پس از انجام پیوند کلیه، برطرف می‌شود.

## پیش‌آگهی
اگر هیپرپاراتیروئیدی ثانویه درمان شود، تبدیل به هیپرپاراتیروئیدی ثالثیه می‌شود که دیگر با رفع عامل زمینه‌ساز قابل درمان نبوده و هیپرتروفی غدد پاراتیروئید، غیرقابل بازگشت می‌گردد.